# Sweetwater (Tennessee)
Sweetwater és una població dels Estats Units a l'estat de Tennessee. Segons el cens del 2000 tenia 5.586 habitants.

## Demografia
Segons el cens del 2000, Sweetwater tenia 5.586 habitants, 2.315 habitatges, i 1.537 famílies. La densitat de població era de 312,6 habitants/km².
Dels 2.315 habitatges en un 27,4% hi vivien nens de menys de 18 anys, en un 49% hi vivien parelles casades, en un 13,9% dones solteres, i en un 33,6% no eren unitats familiars. En el 30,5% dels habitatges hi vivien persones soles el 14,3% de les quals corresponia a persones de 65 anys o més que vivien soles. El nombre mitjà de persones vivint en cada habitatge era de 2,32 i el nombre mitjà de persones que vivien en cada família era de 2,87.
Per edats la població es repartia de la següent manera: un 23% tenia menys de 18 anys, un 8,1% entre 18 i 24, un 25,1% entre 25 i 44, un 23,3% de 45 a 60 i un 20,5% 65 anys o més.
L'edat mediana era de 40 anys. Per cada 100 dones de 18 o més anys hi havia 77,4 homes.
La renda mediana per habitatge era de 28.323 $ i la renda mediana per família de 35.269 $. Els homes tenien una renda mediana de 29.982 $ mentre que les dones 23.075 $. La renda per capita de la població era de 16.746 $. Entorn de l'11,5% de les famílies i el 16,4% de la població estaven per davall del llindar de pobresa.

## Poblacions més properes
El següent diagrama mostra les poblacions més properes.